# 蕃塀

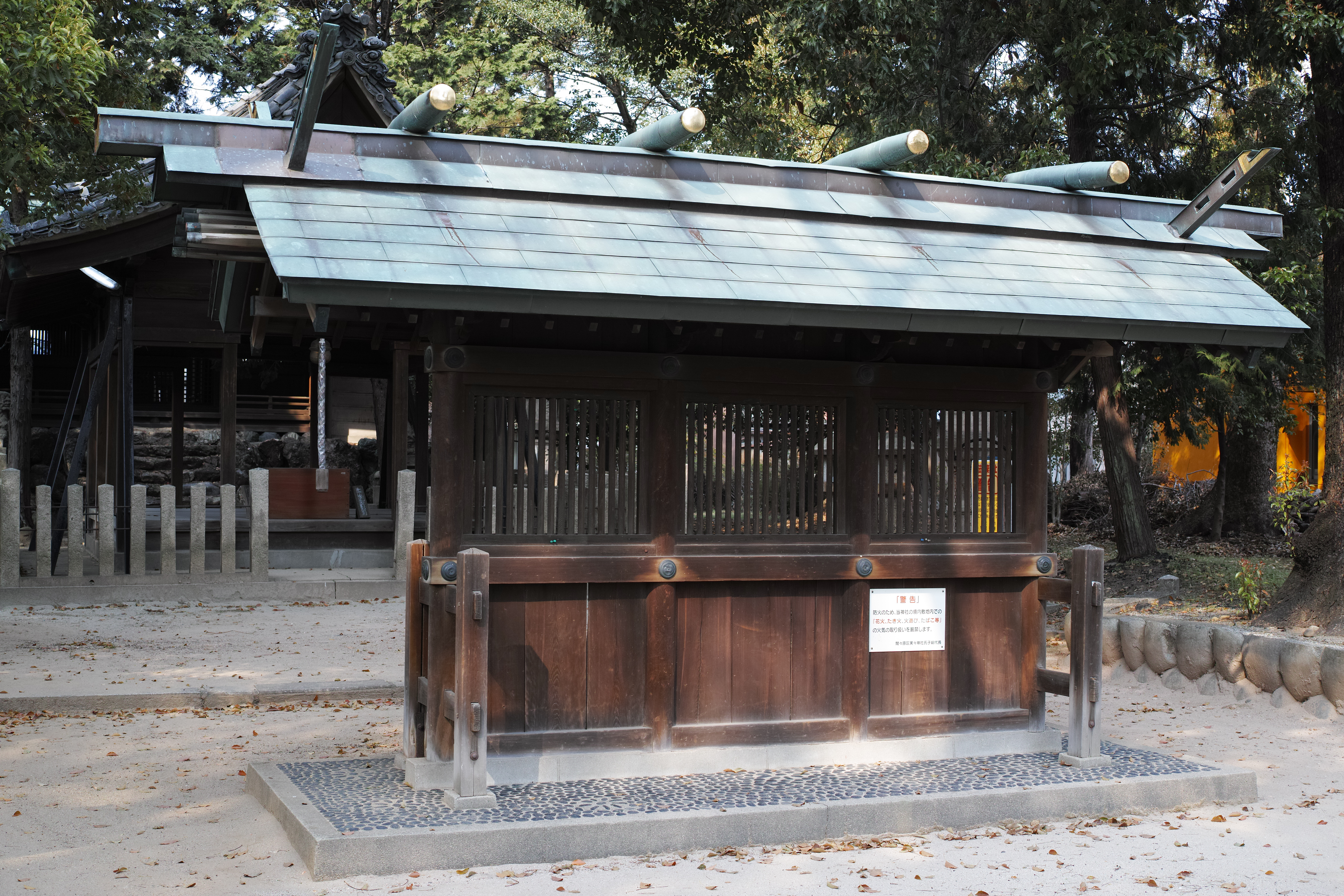
實々神社の蕃塀（愛知県小牧市）

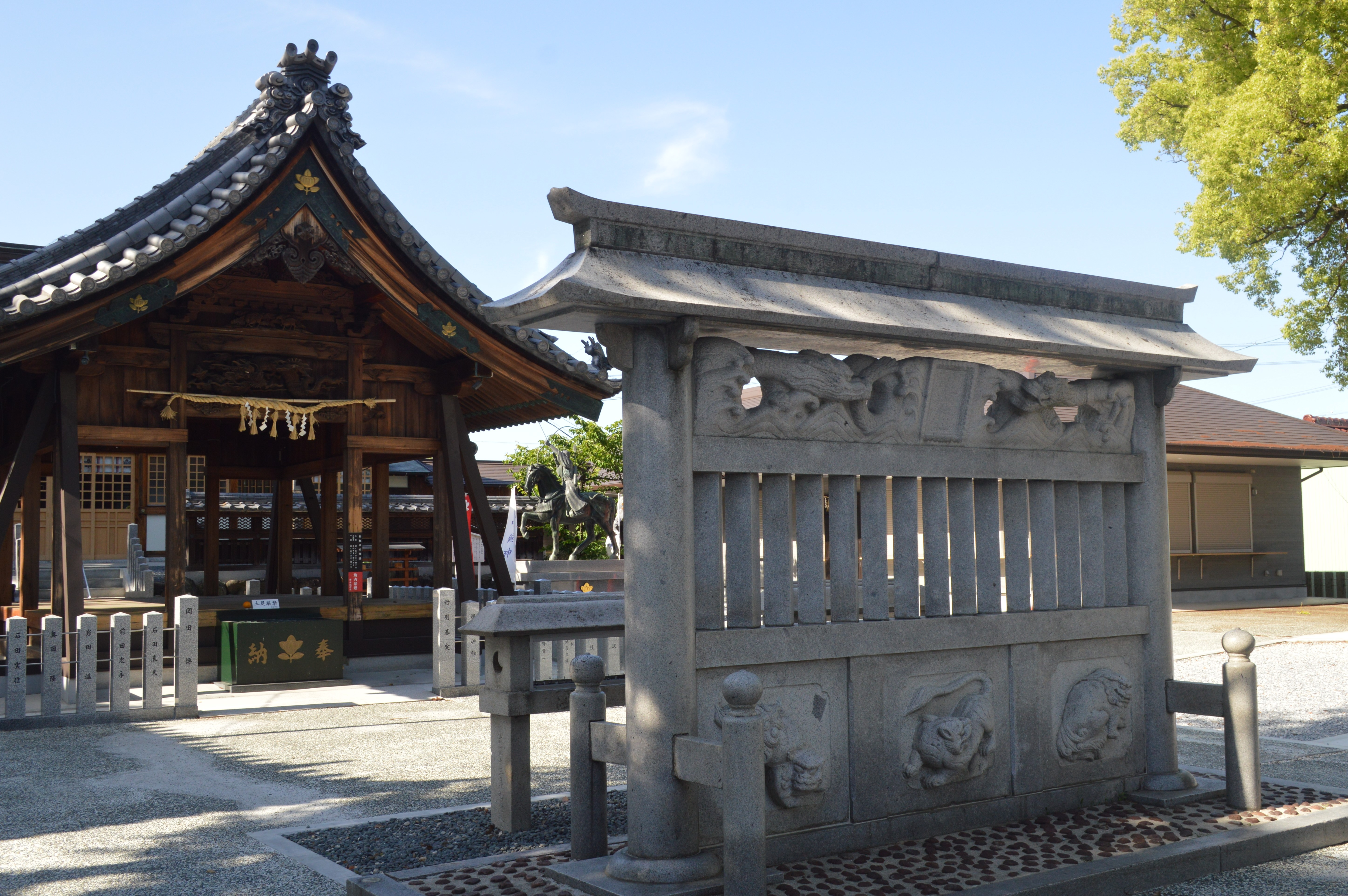
味鋺神社（愛知県名古屋市）

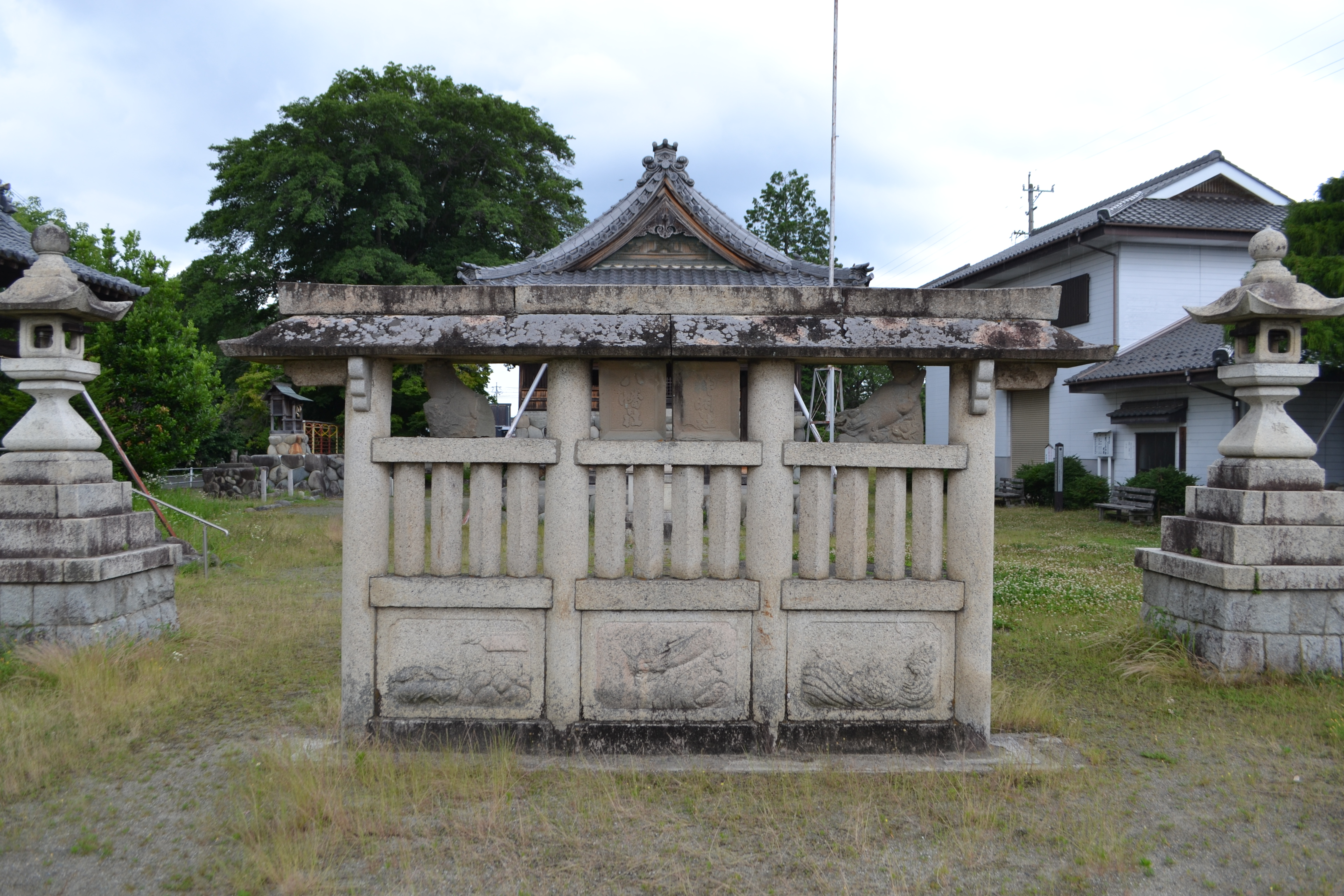
八幡神社（岐阜県各務原市）

蕃塀（ばんぺい）は、神社の参道上にある塀である。社殿を直視できないようにするため、または不浄なものの侵入を防ぐために造られたとされる。

## 地域
伊勢神宮の皇大神宮（内宮）と豊受大神宮 （外宮）には蕃塀があり、単に蕃塀といっただけで伊勢神宮のものを指す場合がある。
地域的には愛知県尾張地方に多く、尾張地方の蕃塀は不浄除け、透垣、籬などとも呼ばれる。

## 蕃塀がある神社

### 愛知県
- 真清田神社（愛知県一宮市） - 承応2年（1653年）補修の「紙本著色真清田神社古絵図」には蕃塀が描かれている。現在は存在しない。
- 尾張大国霊神社（愛知県稲沢市） - 正徳4年（1714年）以前建立。
- 熱田神宮（愛知県名古屋市） - 宝暦2年（1752年）以前建立。
- 津島神社（愛知県津島市） - 文政8年（1825年）頃建立。
- 三社（愛知県稲沢市）
- 味鋺神社（愛知県名古屋市）
- 羊神社（愛知県名古屋市）
- 白山神社（愛知県春日井市）
- 五社神社（愛知県春日井市）
- 日吉神社（愛知県江南市）
- 北野天神社（愛知県江南市）
- 神明神社（愛知県江南市）
- 龍神社（愛知県江南市）
- 山那神社（愛知県扶桑町）
- 武雄神社（愛知県武豊町）
- 高牟神社（愛知県名古屋市）

### 岐阜県
- 白鬚神社　（岐阜県各務原市）
- 上ノ島神明神社　（岐阜県各務原市）
- 八幡神社　（岐阜県各務原市）
- 神明神社　（岐阜県各務原市）
- 津島神社（岐阜県各務原市）
- 貴船神社（岐阜県可児市兼山町）

### 三重県
- 皇大神宮（伊勢神宮内宮）
- 豊受大神宮（伊勢神宮外宮）